# كريغ بيرلي
كريغ بيرلي (بالإنجليزية: Craig Burley)‏ مواليد 24 سبتمبر 1971 في إسكتلندا، هو لاعب كرة قدم إسكتلندي دولي سابق كان يلعب كلاعب وسط. سبق له أن لعب في كأس العالم لكرة القدم 1998 مع منتخب بلاده. لعب خلال مسيرته 261 مباراة سجل خلالها 37 هدفاً.

## المسيرة الاحترافية

### أندية لعب لها
- تشيلسي
- نادي سلتيك
- ديربي كاونتي
- بريستون نورث ايند
- نادي والسول

## روابط خارجية
- كريغ بيرلي على موقع الاتحاد الدولي (مؤرشف)  (الإنجليزية)
- كريغ بيرلي على موقع الاتحاد الإسكتلندي (الإنجليزية)
- كريغ بيرلي على موقع قاعدة بيانات كرة القدم.إي يو (الإنجليزية)
- كريغ بيرلي على موقع ناشيونال فوتبول تيمز (الإنجليزية)
- كريغ بيرلي على موقع Soccerbase.com (لاعب) (الإنجليزية)
- كريغ بيرلي على موقع عالم كرة القدم.نت (الإنجليزية)